# Aenictus gutianshanensis
Aenictus gutianshanensis (лат.) — вид муравьёв-кочевников рода Aenictus. Эндемики Китая (Gutianshan National Nature Reserve, провинция Чжэцзян).

## Описание
Длина рабочих около 3 мм. От близких видов (Aenictus vieti и Aenictus camposi) отличается следующими признаками: формой пронотума и петиоля (субпетиолярный выступ почти прямой снизу, а не выпуклый как у других видов), сетчатыми боками постпетиоля и сетчатыми бёдрами (а не гладкими как у других видов), голова эллиптической формы; более крупными размерами; скапус пунктированный и достигает заднего края головы;
Усики 10-члениковые. Голова гладкая и блестящая. Клипеус по переднему краю с несколькими зубчиками. На жвалах около в 10 зубцов. Основная окраска желтовато-коричневая. Стебелёк между грудкой и брюшком у рабочих состоит из двух члеников, а у самок и самцов — из одного (петиоль). Глаза у рабочих отсутствуют. Промезонотальная борозда не развита, пронотум и мезонотум слиты. 
Видовое название дано по месту обнаружения (Gutianshan National Nature Reserve).